# Сверхкислота
Сверхкислота́ (или су̀перкислота́) — вещество или смесь веществ, параметр кислотности которых превышает кислотность 100%-ой серной кислоты. В данном случае параметр кислотности принимается как способность кислоты протонировать произвольное основание и фактически совпадает с функцией кислотности. Для 100 % серной кислоты параметр кислотности составляет H0 = −11,93. Наличие воды снижает кислотность сверхкислот, так как в присутствии воды сила кислоты ограничивается кислотностью иона гидроксония H3O+.

## История
Термин суперкислота (используемый в англоязычной литературе) введён Джеймсом Конантом в 1927 году для классификации более сильных кислот, чем обычные минеральные кислоты. В 1994 году Джордж Ола был удостоен Нобелевской премии за своё исследование суперкислот и их применения в прямом наблюдении карбкатионов.
Магическая кислота получила своё название за исключительную способность растворять воск. Она является смесью пентафторида сурьмы, который является кислотой Льюиса, и фторсульфоновой кислоты — кислоты Брёнстеда. Одной из сильнейших суперкислотных систем является гексафторсурьмяная кислота — смесь плавиковой кислоты и пентафторида сурьмы. В этой системе плавиковая кислота выделяет протон (H+), а сопряжённое основание (F−) изолируется координационной связью с пентафторидом сурьмы. Так образуется большой октаэдрический анион (SbF6−), являющийся очень слабым нуклеофилом и очень слабым основанием. Став «свободным», протон обусловливает сверхкислотность системы. Фторсурьмяная кислота в 2⋅1019 раз сильнее 100%-ой серной кислоты.

## Химические свойства
Для характеристики кислотности веществ в неводных средах используют функцию кислотности Гаммета Н0. Известны жидкости, для которых Н0 более отрицательна, чем для концентрированных водных растворов очень сильных кислот, таких, как HNO3, Н2SO4. Эти жидкости называются сверхкислотами. Примеры: 100%-я H2SO4 (Н0 = −12), безводная фторсульфоновая кислота HSO3F (Н0 = −15), смесь HF и SbF5 (Н0 = −28), 7%-й раствор SbF5 в HSO3F (Н0 = −19,4). Эквимолярную смесь HSO3F и SbF5 называют «магической кислотой». Сверхкислотность обусловлена исключительной слабостью взаимодействия с протоном соответствующих анионов (HSO4−, SbF6− и др.). В среде сверхкислот протонируются вещества, обычно не проявляющие основных свойств, в частности углеводороды. Это явление используют на практике, преимущественно в органическом синтезе (алкилирование по Фриделю — Крафтсу, гидрирование нефти и др.).

### Протонные суперкислоты
К простым суперкислотам относят трифторметансульфоновую (CF3SO3H), хлорную, хлорсульфоновую, пентафторэтансульфоновую, фторсульфоновую (FSO3H) кислоты. Во многих случаях суперкислота является не одиночным соединением, а смесью соединений, совмещаемых для достижения высокой кислотности.
Карборановая кислота — одна из самых сильных кислот, из тех, которые можно хранить в бутылках. Она в миллион раз сильнее концентрированной серной кислоты. Создана в университете Калифорнии (США) при участии сотрудников Института катализа СО РАН (Новосибирск). Самой сильной сверхкислотой из всех, на данный момент, является фторированная карборановая кислота.
Сильнейшей известной кислотой среди всех систем является ион гидрида гелия, но данную систему невозможно хранить в сколько-нибудь заметном количестве.

### Сверхкислоты Льюиса
К сверхкислотам Льюиса относятся большинство пентафторидов металлов и трифторид бора.